# Еуженіу де Андраде
Еуженіу де Андраде (порт. Eugénio de Andrade, власне —  Жозе Фонтіньяш Рату , порт. José Fontinhas Rato; 19 січня 1923, Повуа-де-Аталайя — 13 червня 2005, Порту) — португальський поет.

## Біографія
З 1932 року проживав у Лісабоні з матір'ю, яка розійшлася з його батьком. Почав писати вірші з 1936 року, публікуватися — в 1939 році. 1943 року переїхав до Коїмбри, де познайомився з Мігелем Торгу та Едуарду Лоуренсу. З 1947 року і протягом 35 років — службовець Міністерства охорони здоров'я. 1950 року оселився в Порту, де і прожив до кінця життя. В 1990 році відкрив у своєму будинку видавництво «Фундація Еуженіу де Андраде».
2003 року книжка Андраре «Os sulcos da sede» була відзначена Премією поезії португальського Пен-клубу.

## Творчість
Пантеїстична лірика Андраде — сплав португальських пісенних традицій з образністю іспанського бароко та сюрреалізму. Набув широкої популярності з виходом книги віршів «Руки і плоди» (1948).
Окрім поезії опублікував декілька збірок прози «Os afluentes do silêncio» (1968), «Rosto precário» (1979) та «À sombra da memória» (1993), а також дві книжки для дітей: «História da égua branca» (1977) та «Aquela nuvem e as outras» (1986).
Перекладач віршів Сапфо, Лорки, Ріцоса, Шара, Борхеса.

## Твори
- Narciso, José Fontinhas. Lisboa: ed. do Autor, 1940.
- Adolescente. Lisboa: Editorial Império, ed. do Autor, 1942.
- Pureza. Lisboa: Lisboa: Livraria Francesa, 1945.
- As māos e os frutos. Lisboa: Portugália,1948.
- Os amantes sem dinheiro. Lisboa: Centro Bibliográfico, 1950.
- As palavras interditas. Lisboa: Centro Bibliográfico,1951.
- Até amanhā. Lisboa: Guimarães, 1956.
- Coraçāo do dia. Lisboa: Iniciativas, 1958.
- Mar de setembro. Fora de mercado, tiragem 115 ex., 1961. Lisboa: Guimarães, 1963, 2a ed.
- Obstinato rigore. Lisboa: Guimarães,1964.
- Obscuro domínio. Porto: Inova, 1971.
- Véspera da água. Porto: Inova,1973.
- Escrita da terra e outros epitáfios. Porto: Inova, 1974.
- Limiar dos pássaros. Porto: Limiar, 1976.
- Memória doutro rio. Porto: Limiar, 1978.
- Matéria solar. Porto: Limiar, 1980.
- O peso da sombra. Porto: Limiar, 1982.
- Branco no branco. Porto: Limiar, 1984.
- Aquela nuvem e outras. Porto: Asa,1986.
- Contra a obscuridade. In PP-C, Lisboa: Círculo de Leitores, 1987.
- Vertentes do olhar. Porto: Limiar, 1987.
- O outro nome da terra. Porto: Limiar, 1988.
- Rente ao dizer. Porto: Fundação Eugénio de Andrade, 1992.
- Ofício de paciência. Porto: Fundação Eugénio de Andrade, 1994.
- O sal da lingua. Porto: Fundação Eugénio de Andrade, 1995.
- Lugares do lume. Porto: Fundação Eugénio de Andrade, 1998.
- Os sulcos da sede. Madrid: Calambur-Editora Regional de Extremadura, 2001, texto portugués e Trad. de J. A. Cilleruelo; Vila Nova de Famalicão: Quasi Edições, 2007, 2a ed.
- Poesia e prosa (1940—1979), 2 томи, 1980.
- Poesia e prosa (1940—1980), 1981; 2-ге, розширене видання.
- Poesia e prosa (1940—1986). Lisboa: Círculo de Leitores, 1987, 3 томи.

## Визнання
Лауреат численних національних і міжнародних нагород, зокрема найвизначнішої премії португаломовної літератури, Премії Камоенса (2001). Вірші перекладені на більшість європейських мов.